# Giro della Toscana Femminile-Memorial Michela Fanini 2009
Il Giro della Toscana Femminile-Memorial Michela Fanini 2009, sedicesima edizione della corsa, si svolse dal 15 al 20 settembre 2009 su un percorso di 463,89 km suddivisi in sei tappe. Venne vinto dalla lituana Diana Žiliūtė, che concluse con il tempo di 11h47'16".

## Tappe
| Tappa  | Data         | Percorso                           | km     | Vincitore di tappa | Leader cl. generale |
| ------ | ------------ | ---------------------------------- | ------ | ------------------ | ------------------- |
| 1ª     | 15 settembre | Viareggio (Cronosquadre)           | 5,45   | Bigla Cycling Team | Nicole Brändli      |
| 2ª     | 16 settembre | Porcari > Altopascio               | 124,1  | Giorgia Bronzini   | Monica Holler       |
| 3ª     | 17 settembre | Lari > Volterra                    | 122,1  | Tatiana Guderzo    | Tatiana Guderzo     |
| 4ª     | 18 settembre | Campi Bisenzio (Cron. individuale) | 4,44   | Marianne Vos       | Tatiana Guderzo     |
| 5ª     | 19 settembre | Segromigno > Capannori             | 100,9  | Diana Žiliūtė      | Diana Žiliūtė       |
| 6ª     | 20 settembre | Quarrata > Firenze                 | 106,9  | Marianne Vos       | Diana Žiliūtė       |
| Totale | Totale       | Totale                             | 463,89 |                    |                     |

## Dettagli delle tappe

### 1ª tappa
- 15 settembre: Viareggio - Cronosquadre – 5,45 km

Risultati
| Pos. | Squadra                 | Tempo |
| ---- | ----------------------- | ----- |
| 1    | Bigla Cycling Team      | 6'45" |
| 2    | Team Columbia-HTC Women | a 1"  |
| 3    | Paesi Bassi             | a 4"  |

| Pos. | Corridore              | Squadra | Tempo |
| ---- | ---------------------- | ------- | ----- |
| 1    | Nicole Brändli         | Bigla   | 6'45" |
| 2    | Modesta Vžesniauskaitė | Bigla   | s.t.  |
| 3    | Noemi Cantele          | Bigla   | s.t.  |

### 2ª tappa
- 16 settembre: Porcari > Altopascio – 124,1 km

Risultati
| Pos. | Corridore           | Squadra         | Tempo    |
| ---- | ------------------- | --------------- | -------- |
| 1    | Giorgia Bronzini    | Safi-Pasta Zara | 3h08'25" |
| 2    | Ina-Yoko Teutenberg | Columbia-HTC    | s.t.     |
| 3    | Monia Baccaille     | Michela Fanini  | s.t.     |

| Pos. | Corridore      | Squadra | Tempo    |
| ---- | -------------- | ------- | -------- |
| 1    | Monica Holler  | Bigla   | 3h15'09" |
| 2    | Nicole Brändli | Bigla   | a 1"     |
| 3    | Jennifer Hohl  | Bigla   | s.t.     |

### 3ª tappa
- 17 settembre: Lari > Volterra – 122,1 km

Risultati
| Pos. | Corridore       | Squadra        | Tempo    |
| ---- | --------------- | -------------- | -------- |
| 1    | Tatiana Guderzo | Michela Fanini | 3h19'26" |
| 2    | Marianne Vos    | DSB Bank       | a 16"    |
| 3    | Mara Abbott     | Columbia-HTC   | s.t.     |

| Pos. | Corridore       | Squadra        | Tempo    |
| ---- | --------------- | -------------- | -------- |
| 1    | Tatiana Guderzo | Michela Fanini | 6h34'42" |
| 2    | Marianne Vos    | DSB Bank       | a 17"    |
| 3    | Nicole Brändli  | Bigla          | a 18"    |

### 4ª tappa
- 18 settembre: Campi Bisenzio – Cronometro individuale - 4,44 km

Risultati
| Pos. | Corridore      | Squadra         | Tempo |
| ---- | -------------- | --------------- | ----- |
| 1    | Marianne Vos   | DSB Bank        | 2'55" |
| 2    | Ellen Van Dijk | Columbia-HTC    | a 6"  |
| 3    | Diana Žiliūtė  | Safi-Pasta Zara | a 7"  |

| Pos. | Corridore       | Squadra        | Tempo    |
| ---- | --------------- | -------------- | -------- |
| 1    | Tatiana Guderzo | Michela Fanini | 6h37'47" |
| 2    | Marianne Vos    | DSB Bank       | a 7"     |
| 3    | Nicole Brändli  | Bigla          | a 21"    |

### 5ª tappa
- 19 settembre: Segromigno > Capannori – 100,9 km

Risultati
| Pos. | Corridore           | Squadra         | Tempo    |
| ---- | ------------------- | --------------- | -------- |
| 1    | Ina-Yoko Teutenberg | Columbia-HTC    | 2h39'38" |
| 2    | Diana Žiliūtė       | Safi-Pasta Zara | s.t.     |
| 3    | Shelley Olds        | Stati Uniti     | s.t.     |

| Pos. | Corridore        | Squadra         | Tempo    |
| ---- | ---------------- | --------------- | -------- |
| 1    | Diana Žiliūtė    | Safi-Pasta Zara | 9h18'13" |
| 2    | Luisa Tamanini   | Selle Italia    | a 1'31"  |
| 3    | Charlotte Becker | Nürnberger      | a 3'08"  |

### 6ª tappa
- 20 settembre: Quarrata > Firenze – 106,9 km

Risultati
| Pos. | Corridore        | Squadra         | Tempo    |
| ---- | ---------------- | --------------- | -------- |
| 1    | Marianne Vos     | DSB Bank        | 2h29'03" |
| 2    | Giorgia Bronzini | Safi-Pasta Zara | s.t.     |
| 3    | Julija Martisova | Gauss-RDZ       | s.t.     |

| Pos. | Corridore        | Squadra         | Tempo     |
| ---- | ---------------- | --------------- | --------- |
| 1    | Diana Žiliūtė    | Safi-Pasta Zara | 11h47'16" |
| 2    | Luisa Tamanini   | Selle Italia    | a 1'31"   |
| 3    | Charlotte Becker | Nürnberger      | a 3'08"   |

## Classifiche finali

### Classifica generale - Maglia rosa
| Pos. | Corridore         | Squadra         | Tempo     |
| ---- | ----------------- | --------------- | --------- |
| 1    | Diana Žiliūtė     | Safi-Pasta Zara | 11h47'16" |
| 2    | Luisa Tamanini    | Selle Italia    | a 1'31"   |
| 3    | Charlotte Becker  | Nürnberger      | a 3'08"   |
| 4    | Marianne Vos      | DSB Bank        | a 5'09    |
| 5    | Tatiana Guderzo   | Michela Fanini  | a 5'12"   |
| 6    | Nicole Brändli    | Bigla           | a 5'33"   |
| 7    | Judith Arndt      | Columbia-HTC    | a 5'36"   |
| 8    | Mara Abbott       | Columbia-HTC    | a 6'00"   |
| 9    | Kristin McGrath   | Stati Uniti     | a 6'03"   |
| 10   | Edita Pučinskaitė | Gauss-RDZ       | s.t.      |

### Classifica a punti
| Pos. | Corridore           | Squadra         | Punti |
| ---- | ------------------- | --------------- | ----- |
| 1    | Marianne Vos        | DSB Bank        | 45    |
| 2    | Giorgia Bronzini    | Safi-Pasta Zara | 32    |
| 3    | Ina-Yoko Teutenberg | Columbia-HTC    | 30    |
| 4    | Diana Žiliūtė       | Safi-Pasta Zara | 28    |
| 5    | Julija Martisova    | Gauss-RDZ       | 18    |

### Classifica della montagna
| Pos. | Corridore           | Squadra         | Punti |
| ---- | ------------------- | --------------- | ----- |
| 1    | Luisa Tamanini      | Selle Italia    | 21    |
| 2    | Trixi Worrack       | Nürnberger      | 17    |
| 3    | Diana Žiliūtė       | Safi-Pasta Zara | 16    |
| 4    | Tatiana Guderzo     | Michela Fanini  | 15    |
| 5    | Ina-Yoko Teutenberg | Columbia-HTC    | 14    |

### Classifica sprint
| Pos. | Corridore        | Squadra         | Punti |
| ---- | ---------------- | --------------- | ----- |
| 1    | Shelley Olds     | Stati Uniti     | 23    |
| 2    | Charlotte Becker | Nürnberger      | 10    |
| 3    | Inga Čilvinaitė  | Safi-Pasta Zara | 8     |
| 4    | Rasa Leleivytė   | Safi-Pasta Zara | 6     |
| 5    | Emilia Fahlin    | Columbia-HTC    | 5     |

### Classifica a squadre
| Pos. | Squadra                  | Tempo     |
| ---- | ------------------------ | --------- |
| 1    | Safi-Pasta Zara-Titanedi | 35h35'12" |
| 2    | Stati Uniti              | a 43"     |
| 3    | Selle italia-Ghezzi      | a 1'55"   |
| 4    | Team Columbia-HTC Women  | a 2'58"   |
| 5    | Gauss-RDZ-Ormu-Colnago   | a 8'29"   |